# Corpo de Bombeiros Militar do Estado de Roraima
O Corpo de Bombeiros Militar do Estado de Roraima (CBMRR) é uma Corporação cuja missão primordial consiste na execução de atividades de defesa civil, prevenção e combate a incêndios, buscas, salvamentos e socorros públicos no âmbito do estado de Roraima.
Ele é Força Auxiliar e Reserva do Exército Brasileiro, e integra o Sistema de Segurança Pública e Defesa Social do Brasil. Seus integrantes são denominados Militares dos Estados pela Constituição Federal de 1988, assim como os membros da Polícia Militar do Estado de Roraima.

## Histórico
O Corpo de Bombeiros da Polícia Militar de Roraima foi criado em 26 de novembro de 1975 pela Lei n° 6.270, anexo à Polícia Militar de Roraima. Em 2001 desvinculou-se da PMRR, passando a dispor de estrutura administrativa e financeira própria, adotando nome o atual.

## Estrutura Operacional
- Posto Zona Leste - Quartel do Comando Geral - Boa Vista;
- Posto Zona Oeste - Cambará;
- SCI (Seção Contra Incêndio) - Aeroporto Internacional de Boa Vista
- Pelotão de Bombeiros ( 1° CIA/ BPABM ) - Caracaraí.
- Pelotão de Bombeiros ( 2° CIA/ BPABM ) - Rorainópolis
- Pelotão de Bombeiros ( 3° CIA/ BPABM ) - Pacaraima